# In-session phishing
Le in-session phishing consiste, comme l'hameçonnage, à récupérer des informations confidentielles chez la cible en lui faisant croire que sa banque ou un autre organisme de confiance lui demande ces informations sensibles.

## Principe
Durant l'utilisation d'un site de confiance sécurisé, une fenêtre surgissante (pop-up) s'affiche invitant l'internaute à réinscrire son identifiant et son mot de passe. Une fois les informations validées, l'instigateur de l'attaque peut les réutiliser.

## Fonctionnement
Ce type d'attaque utilise, généralement, un script JavaScript. Il est techniquement possible pour un script JavaScript de déclencher une action si le site prédéterminé est visité en même temps que le site contenant le script. Si c'est le cas, le script JavaScript se déclenche et ouvre la pop-up. Cette attaque est notamment basée sur la faille de Cross-site scripting.